# Meteoro inmortal
Meteoro inmortal, (en chino: 風雨雙流星) es una película de artes marciales de Hong Kong de 1976, dirigida por Jimmy Wang Yu y Lo Wei y protagonizada por Jackie Chan, Jimmy Wang Yu y Chu Feng. Es una de las dos únicas películas en las que Jackie Chan interpreta a un villano junto a El joven tigre de 1973.

## Sinopsis
Jackie Chan interpreta a meteoro inmortal, un villano que aterroriza a una pequeña población en Hong Kong. Arma mortal (Jimmy Wang Yu) debe intentar detener al villano a toda costa.

## Reparto principal
- Jackie Chan
- Jimmy Wang Yu
- Chu Feng